# Isabel de Velasco y Mendoza
Isabel de Velasco y Mendoza (-1496), fue una dama noble castellana, III duquesa de Medina Sidonia por su matrimonio con Juan Alonso Pérez de Guzmán y Afán de Ribera en 1488. 

## Orígenes familiares
Nació en el seno de una de las familias nobles más poderosas de finales del XV de la Corona de Castilla, la Casa de Velasco. Fue la menor de las hijas de Mencía de Mendoza y Figueroa y de Pedro Fernández de Velasco, condes de Haro, los “condestables” de Castilla que recibieron sepultura en la Capilla de los Condestables de la catedral de Burgos. Tuvo por hermanas a Beatriz de Velasco, Catalina de Velasco, Leonor de Velasco, María de Velasco y Mencía de Velasco, y por hermanos a Bernardino Fernández de Velasco I duque de Frías, y a Íñigo Fernández de Velasco, que le sucedió en el título. Por parte de madre era nieta del I marqués de Santillana, Iñigo López de Mendoza, famoso poeta castellano, conocido en la época por «el de los Proverbios».

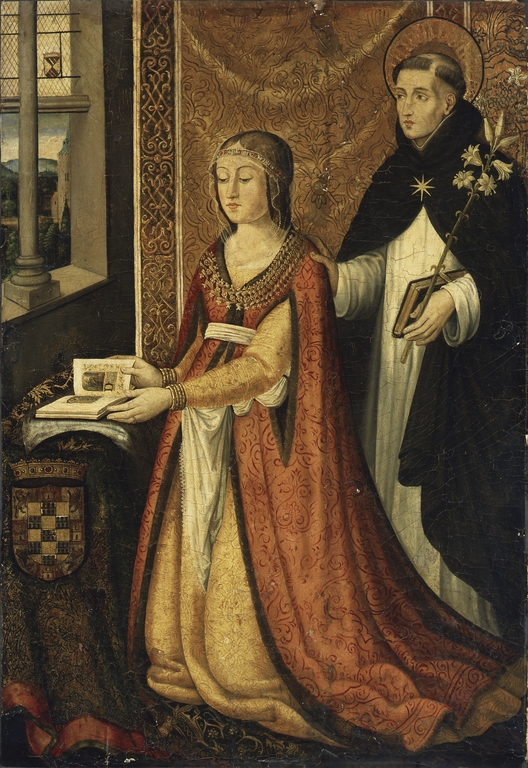
Isabel de Velasco y Mendoza junto a santo Domingo de Guzmán, Musei Civici de Reggio Emilia, ca. 1500.

## Biografía
No se cuentan con muchos datos sobre su vida. Se sabe que, cuando su hermano Bernardino Fernández de Velasco se embarcó en un pleito con la madre de ambos, Mencía de Mendoza, por la herencia de su padre, aprobó la versión del testamento paterno que este le pidió corroborar. Además, renunció a la herencia que le dejó su padre en favor de su hermano. Isabel de Velasco y Mendoza fue casada con el conde de Niebla y señor de Sanlúcar, Juan Alonso Pérez de Guzmán y Afán de Ribera (1464 – 1507), con quien estaba emparentado, puesto que su madre, Mencía de Mendoza y la abuela de Juan Alonso Pérez de Guzmán eran hermanas.Las capitulaciones matrimoniales se firmaron en 1486 y contrajeron matrimonio dos años después, en 1488. En 1492 se convirtieron en los III duques de Medina Sidonia. Establecieron su residencia principal en Sevilla y fundaron la capilla de Santa María del Rosario junto a su palacio de Sanlúcar de Barrameda. Murió en 1496, según Barrantes Maldonado, por una dolencia en su residencia de Sanlúcar de Barrameda y fue enterrada en el monasterio de san Isidoro del Campo en Sevilla.

## Descendencia
De su matrimonio con Juan Alonso Pérez de Guzmán nacieron cuatro hijos:
- Leonor de Guzmán y Velasco casada con Jaime, duque de Braganza.[9]
- Mencía de Guzmán y Velasco, casada con el III conde de Ureña, Pedro Girón y Velasco.[10]
- Isabel de Guzmán y Velasco, o sor María de la Piedad, fue abadesa del monasterio dominico de Nuestra Señora de la Piedad de Casalarreina, en la Rioja.[11]
- Enrique de Guzmán, casado con María Téllez-Girón, y sin descendencia. Heredó el ducado, pero murió joven y fue sucedido por su hermanastro Alonso Pérez de Guzmán.